# Babcia (Zwariowane melodie)
Babcia – drugoplanowa bohaterka wielu animowanych krótkometrażówek z kotem Sylwestrem i ptaszkiem Tweetym w latach 50. i 60., jest postacią z uniwersum Zwariowanych melodii stworzoną przez Friza Frelenga. Zawsze przedstawiana jest jako staromodna stara panna w okularach, z siwymi włosami spiętymi w kok i w charakterystycznym dla późnego XIX wieku damskim ubraniu, zawsze z turniurą. Z natury jest dobroduszna, gwałtownie zmienia się jednak, gdy jej kanarek Tweety znajduje się w niebezpieczeństwie (najczęściej z powodu Sylwestra). Może wydawać się stereotypową starszą panią, ale w rzeczywistości jest sprytna i inteligentna.

## Babcia na przestrzeni lat
Historia Babci ze Zwariowanych melodii zaczyna się od postaci babci głównej bohaterki z baśni o Czerwonym Kapturku w parodii klasycznej opowieści dla dzieci w Little Red Walking Hood z 1937 roku z Eggheadem w roli drugoplanowej, animowanej krótkometrażówce wyreżyserowanej przez Texa Avery’ego. Kolejne podobne postacie babć pojawiły się w filmach:
- The Cagey Canary, reż. Bob Clampett;
- Hiss and Make Up, reż. Friz Freleng;
- Hare Force, z Królikiem Bugsem i Kotem Sylwestrem.

Postać obecnie kojarzona jako Babcia ze Zwariowanych melodii pojawiła się w 1950 roku w filmie Miłość kanarków (ang. Canary Row). Później, w latach 50., występowała w kilkunastu krótkometrażówkach jako tło dla kota Sylwestra i kanarka Tweety’ego.
Choć niemal zawsze pojawiała się na ekranie razem ze swymi zwierzęcymi towarzyszami, zdarzało jej się również występować w kreskówkach bez nich. Na przykład w krótkometrażówce z 1953 roku, Hare Trimmed, Babcia „zagrała” kobietę o imieniu Emma, o którą walczyli dwaj zalotnicy, Yosemite Sam i Królik Bugs (długouchy bohater starał się jedynie pokrzyżować podstępny plan konkurenta). Kolejnym przykładem jest film z 1965, Corn on the Cop, gdzie jako pani Oldfield pojawiła się obok Kaczora Daffy’ego i Prosiaka Porky’ego występujących jako dwaj policjanci, którzy mylą ją z podobnym do niej złodziejem.
W latach dziewięćdziesiątych otrzymała epizodyczną rolę profesorki w Przygodach Animków, była też jedną z głównych postaci serialu Sylwester i Tweety na tropie, cheerleaderką drużyny kreskówek w filmie Kosmiczny mecz oraz babcią dziecięcych bohaterów w serialu Looney Tunes: Maluchy w pieluchach. Pojawia się również w serialu The Looney Tunes Show.
W filmie Looney Tunes znowu w akcji przebiera się za nią prezes ACME.

## Aktorzy głosowi
Głos Babci jako pierwsza podkładała Bea Benaderet, najpierw od 1937 do 1943 roku i ponownie w latach 1950–1953. Rolę przejęła następnie June Foray, podkładając jej głos do swojej śmierci w 2017 roku; od tej pory głosu w oryginalnej wersji użycza Candi Milo.
W polskim dubbingu głosu Babci użyczyły: Mirosława Nyckowska (1994–1997) Mirosława Krajewska (oficjalny głos, 1997–2019), Brygida Turowska (Zwariowane melodie: Kreskówki) i Elżbieta Gaertner (Kosmiczny mecz: Nowa era).